# Baj Muculwitz
Baj Muculwitz är en ort i Mexiko.   Den ligger i kommunen Chilón och delstaten Chiapas, i den sydöstra delen av landet, 800 km öster om huvudstaden Mexico City. Baj Muculwitz ligger 1 016 meter över havet och antalet invånare är 118.
Terrängen runt Baj Muculwitz är huvudsakligen kuperad, men österut är den bergig. Baj Muculwitz ligger uppe på en höjd. Runt Baj Muculwitz är det ganska tätbefolkat, med 54 invånare per kvadratkilometer. Närmaste större samhälle är Jol Hic'Batil, 5,5 km söder om Baj Muculwitz. I omgivningarna runt Baj Muculwitz växer i huvudsak städsegrön lövskog.